# Racjonał

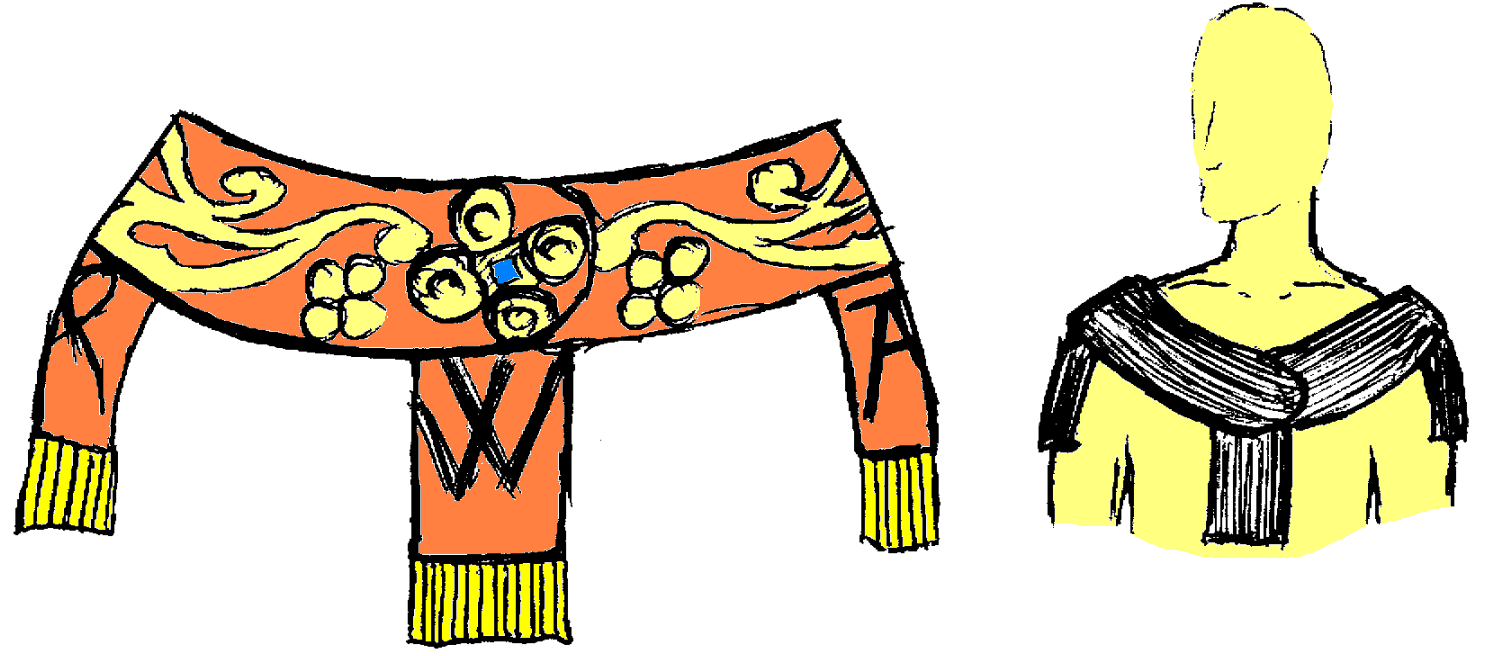
Typowa postać racjonału

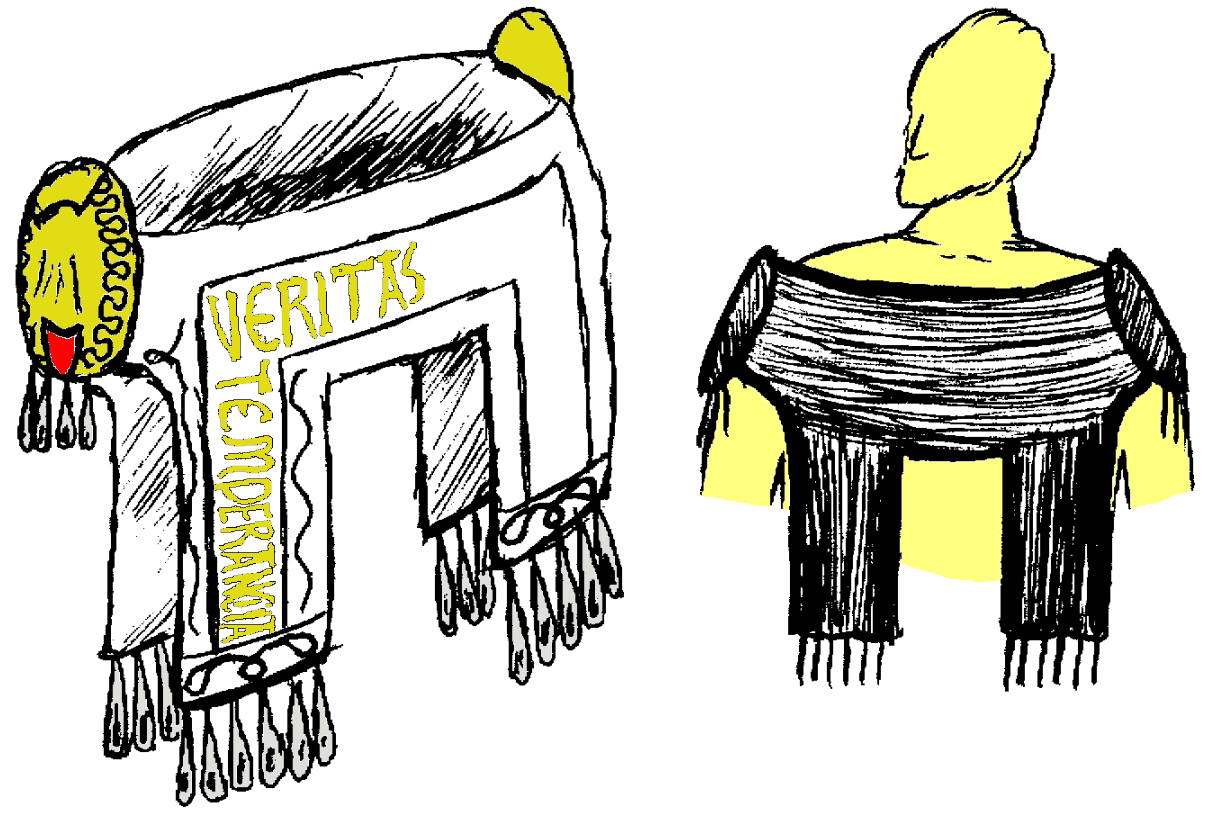
Typowa postać racjonału (tu Eichstätt)

Racjonał (łac. rationale – rozsądny, racjonalny) – jeden z paramentów (szat liturgicznych w Kościele katolickim). Jest to zazwyczaj haftowany złotymi włóknami pas, czasami zdobiony perłami i drogimi kamieniami. Może być zakończony frędzlami lub dzwoneczkami. Jest on zakładany na barki, na ornat. Ma podobne znaczenie co paliusz, jest jednak od niego znacznie szerszy.

## Formy racjonału w Kościele katolickim
Jego początki sięgają X–XI w. Pierwszy udokumentowany wizerunek racjonału pochodzi z obrazu biskupa Sigeberta z Minden (1022–1030). Był szczególnie rozpowszechniony na obszarze ówczesnych Niemiec. Nosili go m.in. biskupi Augsburga, Eichstätt, Halberstadt, Liège, Metzu, Minden, Naumburga, Ołomuńca, Paderbornu, Pragi, Ratyzbony, Spiry, Toul, Würzburga i Krakowa, a oprócz tego patriarcha Akwilei. Obecnie przywileje noszenia racjonału, nadane przez Stolicę Apostolską, mają jedynie biskupi czterech miast na świecie: Eichstätt, Krakowa, Paderbornu i Nancy-Toul.
Poszczególne racjonały różnią się między sobą budową. Większość składa się z poprzecznego pasa oplatającego barki i czterech pasów opadających pionowo od pasa-obręczy. Inną budowę ma racjonał arcybiskupów krakowskich.

## Racjonał św. Jadwigi, króla Polski

### Historia i użytkowanie współcześnie

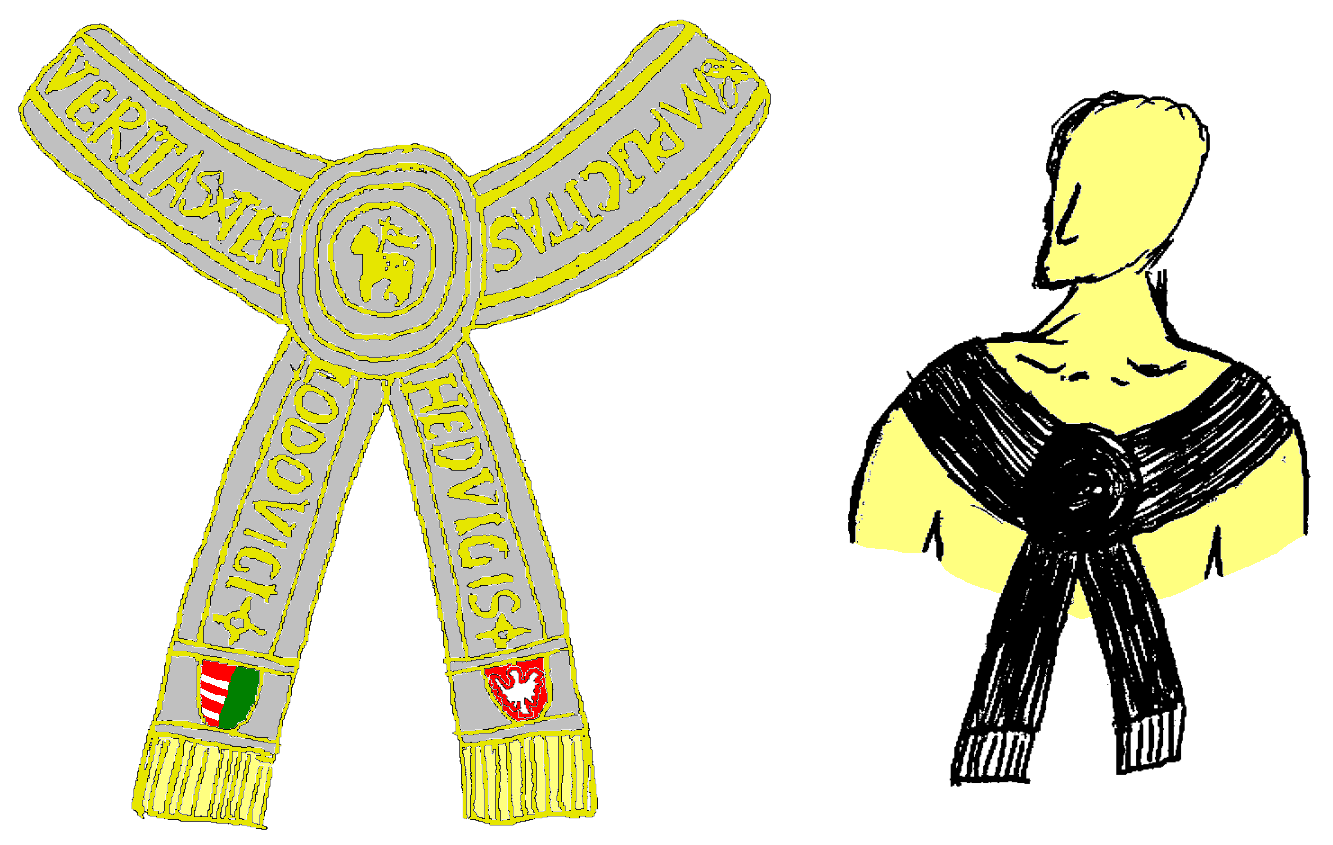
Racjonał św. Jadwigi

Racjonał ten nosi nazwę św. Jadwigi, króla Polski z dynastii Andegawenów. Według dokumentów kościelnych racjonał ten został wykonany własnoręcznie przez świętą w 1384 r., w ośrodku hafciarskim przez nią założonym. Został on uszyty na wzór płaszcza królewskiego noszonego przez Jadwigę. Obecnie przechowywany jest w skarbcu katedry wawelskiej. Jest on zakładany na wyjątkowe uroczystości religijne przez arcybiskupów krakowskich. Ponieważ jest to cenny zabytek na skalę światową, jest on rzadko używany. Nie zezwala się również na fotografowanie racjonału św. Jadwigi z użyciem lamp błyskowych, ponieważ jest to szkodliwe dla jego materii.

### Budowa

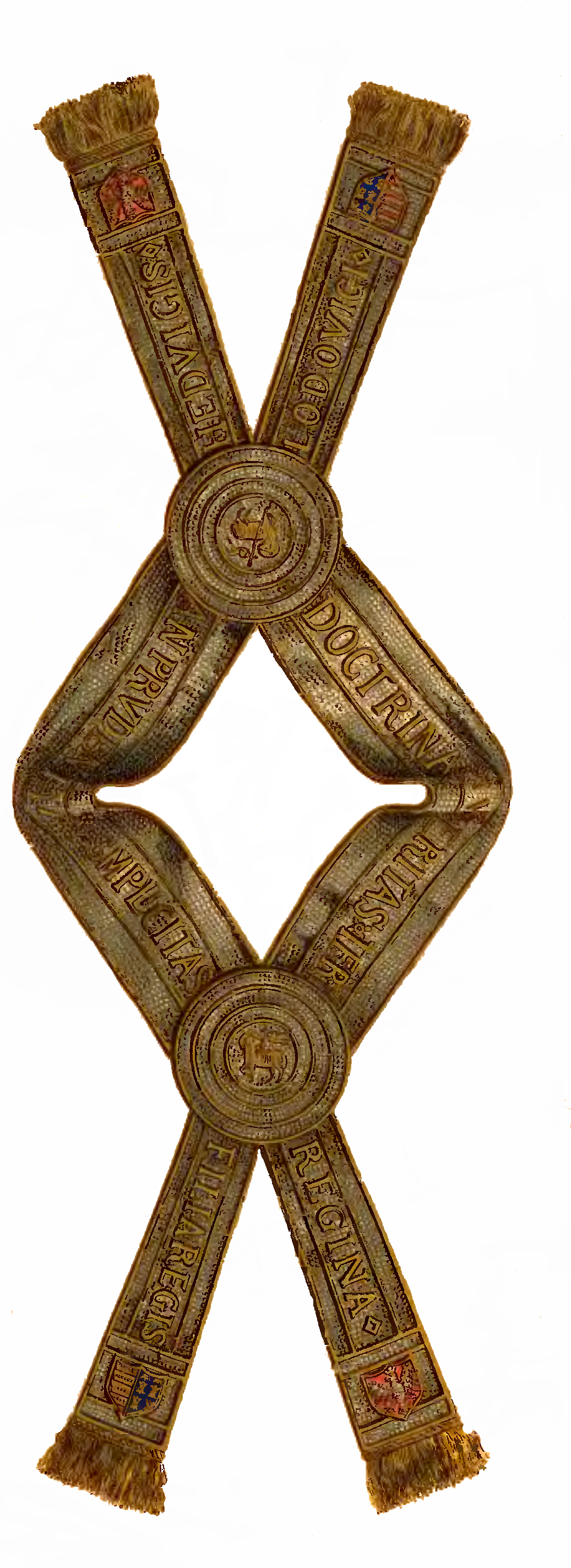
Racjonał wyhaftowany przez Jadwigę Andegaweńską

opis stron (lewa/prawa) podany z perspektywy noszącego, chyba że podano inaczej
Na obu końcach racjonału znajdują się złote frędzle, przed którymi już na materii pasa wyhaftowane są herby Polski (na lewym) oraz Andegawenów (na prawym). Nad i pod herbami jest pusta przestrzeń ok. 2 cm, ograniczona z góry i z dołu poprzecznymi złotymi pasami grubości ok. 0,5 cm. Wzdłuż pasa ciągną się podobne złote paski (po jednym przy każdym brzegu pasa głównego, ok. 2 cm od krawędzi).
Pomiędzy złotymi paskami znajdują się napisy. Na prawym końcu, od medalionu (tego z herbem Andegawenów) mamy litery tworzące napis LODOVICI, który zakończony jest haftowanym złotym krzyżem z kółkiem w jego centrum. Podstawa napisu skierowana jest w prawo.
Napis na lewym końcu zawiera litery: HEDVIGIS i również zakończony jest podobnym krzyżykiem. Podstawa napisu skierowana w prawo. Napis biegnący od prawego barku, od przodu, do medalionu zawiera litery VERITASxTER. Litera „V” znajduje się na barku, a ostatnia („R”) tuż przy medalionie.
Napis biegnący od lewego barku do medalionu zawiera litery: MPLICITAS. Napis ten, patrząc od przodu na noszącego, jest do góry nogami. Litera „S” znajduje się przy medalionie, a „M” na barku.
Medalion w centrum ma haft przedstawiający złotego baranka z krzyżem zakończonym chorągwią – symbol Jezusa zmartwychwstałego. Baranek głową skierowany jest w prawo. Dookoła baranka w odległości co ok. 1–2 cm rozmieszczone są cztery współśrodkowe, wyhaftowane na złoto okręgi, ostatni stanowi krawędź medalionu.